# Књига мртвих Срба Сребренице и Бирча 1992—1995.
Књига мртвих Срба Сребренице и Бирча 1992—1995. је дјело које садржи имена српских жртава распада Југославије са подручја општине Сребреница и регије Бирча. 
Књига мртвих Срба Сребренице и Бирча садржи списак 3.287 лица српске националности убијених на подручју Сребренице и околине. Књигу је саставио и издао Институт за истраживање српских страдања у XX веку, Савез логораша Републике Српске, Борачка организација Републике Српске. Прикупљање података је помогао МУП Републике Српске и Републички центар за истраживање рата, ратних злочина и тражење несталих лица.
| „ | У овој књизи мртвих сабрани су Срби из Сребренице и бирчанског краја страдали у рату 1992—1995. Под новим крстовима на својој старој баштини почива 3287 новомученика. Многе изгнане породице нису могле преселити куће и окућнице, али су пренијели свјеже ковчеге својих мртвих. Они су изгинули од исте руке, нека на истом гробљу снивају вјечни сан. Њихове хумке су страшни знамен великог историјског удеса и трајна опомена нашим потомцима. Они су жртве принесене на олтар отаџбине, вјере и слободе. Њихове главе су положене у темеље Републике Српске. | ” |

## Српске жртве
На списку српских жртава се налази напомена у којој се каже да је списак подложан допунама и проширењима броја жртва. Највећи број жртава се односи на период 1992. и 1993. године.